# Seven de Australia 2018
El Seven de Australia 2018 fue la decimoquinta edición del Seven de Australia y la tercera etapa de la Serie Mundial de Rugby 7 2017-18. Se realizó entre los días 26 y 28 de enero de 2018 en el Sydney Football Stadium en Sídney, Australia.

## Formato
Se dividen en cuatro grupos de cuatro equipos, cada grupo se resuelve con el sistema de todos contra todos a una sola ronda; la victoria otorga 3 puntos, el empate 2 y la derrota 1 punto.
Los dos equipos con más puntos en cada grupo avanzan a cuartos de final de la Copa. Los cuatro ganadores avanzan a semifinales de la Copa, y los cuatro perdedores a semifinales por el quinto puesto.
Los dos equipos con menos puntos en cada grupo avanzan a cuartos de final de la challenge trophy. Los cuatro ganadores avanzan a semifinales de la challenge trophy, y los cuatro perdedores a semifinales del decimotercer puesto.

## Equipos participantes
Además de los 15 equipos que tienen su lugar asegurado para toda la temporada se suma como invitado la selección de Papúa Nueva Guinea al haber finalizado en el quinto puesto (primero de los equipos no clasificados en el circuito) del Oceanía Rugby Sevens 2017.
| - Argentina - Australia - Canadá - Escocia | - España - Estados Unidos - Fiyi - Francia | - Gales - Inglaterra - Kenia - Nueva Zelanda | - Papúa Nueva Guinea - Rusia - Samoa - Sudáfrica |

## Resultados

### Fase de grupos
- Todos los horarios corresponden al huso horario local: UTC+11.[2]

#### Grupo A
| Pos | Países        | Pts | Partidos | Partidos | Partidos | Partidos | Tantos | Tantos | Tantos |
| Pos | Países        | Pts | J        | G        | E        | P        | PF     | PC     | DP     |
| --- | ------------- | --- | -------- | -------- | -------- | -------- | ------ | ------ | ------ |
| 1   | Fiyi          | 9   | 3        | 3        | 0        | 0        | 74     | 22     | +52    |
| 2   | Nueva Zelanda | 7   | 3        | 2        | 0        | 1        | 109    | 19     | +90    |
| 3   | Samoa         | 5   | 3        | 1        | 0        | 2        | 31     | 74     | -43    |
| 4   | Rusia         | 3   | 3        | 0        | 0        | 3        | 12     | 111    | -99    |

|  | Avanzan a cuartos de final. |

| 26 de enero, 19:28 | Fiyi | 31 - 5 | Samoa | Sydney Football Stadium, Sídney |  |

| 26 de enero, 19:50 | Nueva Zelanda | 61 - 0 | Rusia | Sydney Football Stadium, Sídney |  |

| 27 de enero, 16:09 | Fiyi | 24 - 0 | Rusia | Sydney Football Stadium, Sídney |  |

| 27 de enero, 16:31 | Nueva Zelanda | 31 - 0 | Samoa | Sydney Football Stadium, Sídney |  |

| 27 de enero, 19:20 | Samoa | 26 - 12 | Rusia | Sydney Football Stadium, Sídney |  |

| 27 de enero, 19:42 | Nueva Zelanda | 17 - 19 | Fiyi | Sydney Football Stadium, Sídney |  |

#### Grupo B
| Pos | Países    | Pts | Partidos | Partidos | Partidos | Partidos | Tantos | Tantos | Tantos |
| Pos | Países    | Pts | J        | G        | E        | P        | PF     | PC     | DP     |
| --- | --------- | --- | -------- | -------- | -------- | -------- | ------ | ------ | ------ |
| 1   | Argentina | 9   | 3        | 3        | 0        | 0        | 54     | 38     | +16    |
| 2   | Kenia     | 7   | 3        | 2        | 0        | 1        | 48     | 33     | +15    |
| 3   | Francia   | 5   | 3        | 1        | 0        | 2        | 57     | 48     | +9     |
| 4   | Gales     | 3   | 3        | 0        | 0        | 3        | 45     | 85     | -40    |

|  | Avanzan a cuartos de final. |

| 26 de enero, 18:44 | Francia | 31 - 12 | Gales | Sydney Football Stadium, Sídney |  |

| 26 de enero, 19:06 | Argentina | 7 - 5 | Kenia | Sydney Football Stadium, Sídney |  |

| 27 de enero, 15:25 | Francia | 14 - 17 | Kenia | Sydney Football Stadium, Sídney |  |

| 27 de enero, 15:47 | Argentina | 28 - 21 | Gales | Sydney Football Stadium, Sídney |  |

| 27 de enero, 18:36 | Gales | 12 - 26 | Kenia | Sydney Football Stadium, Sídney |  |

| 27 de enero, 18:58 | Argentina | 19 - 12 | Francia | Sydney Football Stadium, Sídney |  |

#### Grupo C
| Pos | Países             | Pts | Partidos | Partidos | Partidos | Partidos | Tantos | Tantos | Tantos |
| Pos | Países             | Pts | J        | G        | E        | P        | PF     | PC     | DP     |
| --- | ------------------ | --- | -------- | -------- | -------- | -------- | ------ | ------ | ------ |
| 1   | Sudáfrica          | 9   | 3        | 3        | 0        | 0        | 121    | 12     | +109   |
| 2   | Inglaterra         | 7   | 3        | 2        | 0        | 1        | 69     | 48     | +21    |
| 3   | Papúa Nueva Guinea | 5   | 3        | 1        | 0        | 2        | 26     | 102    | -76    |
| 4   | España             | 3   | 3        | 0        | 0        | 3        | 27     | 81     | -54    |

|  | Avanzan a cuartos de final. |

| 26 de enero, 18:00 | Inglaterra | 22 - 10 | España | Sydney Football Stadium, Sídney |  |

| 26 de enero, 18:22 | Sudáfrica | 50 - 0 | Papúa Nueva Guinea | Sydney Football Stadium, Sídney |  |

| 27 de enero, 14:41 | Inglaterra | 35 - 5 | Papúa Nueva Guinea | Sydney Football Stadium, Sídney |  |

| 27 de enero, 15:03 | Sudáfrica | 38 - 0 | España | Sydney Football Stadium, Sídney |  |

| 27 de enero, 17:52 | España | 17 - 21 | Papúa Nueva Guinea | Sydney Football Stadium, Sídney |  |

| 27 de enero, 18:14 | Sudáfrica | 33 - 12 | Inglaterra | Sydney Football Stadium, Sídney |  |

#### Grupo D
| Pos | Países         | Pts | Partidos | Partidos | Partidos | Partidos | Tantos | Tantos | Tantos |
| Pos | Países         | Pts | J        | G        | E        | P        | PF     | PC     | DP     |
| --- | -------------- | --- | -------- | -------- | -------- | -------- | ------ | ------ | ------ |
| 1   | Australia      | 9   | 3        | 3        | 0        | 0        | 77     | 45     | +32    |
| 2   | Estados Unidos | 7   | 3        | 2        | 0        | 1        | 85     | 57     | +28    |
| 3   | Escocia        | 5   | 3        | 1        | 0        | 2        | 85     | 55     | +30    |
| 4   | Canadá         | 3   | 3        | 0        | 0        | 3        | 29     | 119    | -90    |

|  | Avanzan a cuartos de final. |

| 26 de enero, 20:12 | Estados Unidos | 19 - 26 | Australia | Sydney Football Stadium, Sídney |  |

| 26 de enero, 20:34 | Canadá | 5 - 52 | Escocia | Sydney Football Stadium, Sídney |  |

| 26 de enero, 16:53 | Estados Unidos | 26 - 12 | Escocia | Sydney Football Stadium, Sídney |  |

| 27 de enero, 17:15 | Canadá | 5 - 27 | Australia | Sydney Football Stadium, Sídney |  |

| 27 de enero, 20:04 | Australia | 24 - 21 | Escocia | Sydney Football Stadium, Sídney |  |

| 27 de enero, 20:26 | Canadá | 19 - 40 | Estados Unidos | Sydney Football Stadium, Sídney |  |

### Etapa eliminatoria

#### Copa de oro
|  | Cuartos de final | Cuartos de final | Cuartos de final |           |                | Semifinales    | Semifinales | Semifinales |                |                | Copa         | Copa         | Copa |  |
|  |                  |                  |                  |           |                |                |             |             |                |                |              |              |      |  |
|  |                  |                  |                  |           |                |                |             |             |                |                |              |              |      |  |
|  | Fiyi             | Fiyi             | 7                |           |                |                |             |             |                |                |              |              |      |  |
|  | Fiyi             | Fiyi             | 7                |           |                |                |             |             |                |                |              |              |      |  |
|  | Estados Unidos   | Estados Unidos   | 24               |           |                |                |             |             |                |                |              |              |      |  |
|  | Estados Unidos   | Estados Unidos   | 24               |           | Estados Unidos | Estados Unidos | 7           |             |                |                |              |              |      |  |
|  |                  |                  |                  |           | Estados Unidos | Estados Unidos | 7           |             |                |                |              |              |      |  |
|  |                  |                  | Sudáfrica        | Sudáfrica | 35             |                |             |             |                |                |              |              |      |  |
|  | Sudáfrica        | Sudáfrica        | Sudáfrica        | Sudáfrica | 35             | 17             |             |             |                |                |              |              |      |  |
|  | Sudáfrica        | Sudáfrica        |                  |           |                |                |             |             |                |                |              |              |      |  |
|  | Kenia            | Kenia            | 0                |           |                |                |             |             |                |                |              |              |      |  |
|  | Kenia            | Kenia            | 0                |           |                |                |             |             |                | Sudáfrica      | Sudáfrica    | 0            |      |  |
|  |                  |                  |                  |           |                |                |             |             |                | Sudáfrica      | Sudáfrica    | 0            |      |  |
|  |                  |                  | Australia        | Australia | 29             |                |             |             |                |                |              |              |      |  |
|  | Australia        | Australia        | Australia        | Australia | 29             | 24             |             |             |                |                |              |              |      |  |
|  | Australia        | Australia        |                  |           |                |                |             |             |                |                |              |              |      |  |
|  | Nueva Zelanda    | Nueva Zelanda    | 12               |           |                |                |             |             |                |                |              |              |      |  |
|  | Nueva Zelanda    | Nueva Zelanda    | 12               |           | Australia      | Australia      | 28          |             |                | Tercer lugar   | Tercer lugar | Tercer lugar |      |  |
|  |                  |                  |                  |           | Australia      | Australia      | 28          |             |                | Tercer lugar   | Tercer lugar | Tercer lugar |      |  |
|  |                  |                  | Argentina        | Argentina | 0              |                |             |             |                |                |              |              |      |  |
|  | Argentina        | Argentina        | Argentina        | Argentina | 0              | 10             |             |             | Estados Unidos | Estados Unidos | 10           |              |      |  |
|  | Argentina        | Argentina        |                  |           |                |                |             |             | Estados Unidos | Estados Unidos | 10           |              |      |  |
|  | Inglaterra       | Inglaterra       | 0                |           |                |                |             |             |                |                | Argentina    | Argentina    | 31   |  |
|  | Inglaterra       | Inglaterra       | 0                |           |                |                |             |             |                |                | Argentina    | Argentina    | 31   |  |
|  |                  |                  |                  |           |                |                |             |             |                |                |              |              |      |  |

##### Cuartos de final
| 27 de enero, 11:28 | Fiyi | 7 - 24 | Estados Unidos | Sydney Football Stadium, Sídney |  |

| 27 de enero, 11:50 | Sudáfrica | 17 - 0 | Kenia | Sydney Football Stadium, Sídney |  |

| 27 de enero, 12:12 | Australia | 24 - 12 | Nueva Zelanda | Sydney Football Stadium, Sídney |  |

| 27 de enero, 12:34 | Argentina | 10 - 0 | Inglaterra | Sydney Football Stadium, Sídney |  |

##### Semifinales
| 27 de enero, 17:36 | Estados Unidos | 7 - 35 | Sudáfrica | Sydney Football Stadium, Sídney |  |

| 27 de enero, 17:58 | Australia | 28 - 0 | Argentina | Sydney Football Stadium, Sídney |  |

##### Tercer puesto
| 27 de enero, 20:21 | Estados Unidos | 10 - 31 | Argentina | Sydney Football Stadium, Sídney |  |

##### Final
| 27 de enero, 20:48 | Sudáfrica | 0 - 29 | Australia | Sydney Football Stadium, Sídney |  |

| Bandera de Australia    |
| Campeón Australia       |
| 1.º título del circuito |

#### Quinto puesto
|  | Semifinales   | Semifinales   | Semifinales   |               |      | 5.º puesto | 5.º puesto | 5.º puesto |  |
|  |               |               |               |               |      |            |            |            |  |
|  |               |               |               |               |      |            |            |            |  |
|  | Fiyi          | Fiyi          | 24            |               |      |            |            |            |  |
|  | Fiyi          | Fiyi          | 24            |               |      |            |            |            |  |
|  | Kenia         | Kenia         | 5             |               |      |            |            |            |  |
|  | Kenia         | Kenia         | 5             |               | Fiyi | Fiyi       | 7          |            |  |
|  |               |               |               |               | Fiyi | Fiyi       | 7          |            |  |
|  |               |               | Nueva Zelanda | Nueva Zelanda | 31   |            |            |            |  |
|  | Nueva Zelanda | Nueva Zelanda | Nueva Zelanda | Nueva Zelanda | 31   | 10         |            |            |  |
|  | Nueva Zelanda | Nueva Zelanda |               |               |      | 10         |            |            |  |
|  | Inglaterra    | Inglaterra    | 5             |               |      |            |            |            |  |
|  | Inglaterra    | Inglaterra    | 5             |               |      |            |            |            |  |
|  |               |               |               |               |      |            |            |            |  |

#### Challenge trophy
|  | Eliminatoria       | Eliminatoria       | Eliminatoria |         |       | Semifinales | Semifinales | Semifinales |  |       | Challenge trophy | Challenge trophy | Challenge trophy |  |
|  |                    |                    |              |         |       |             |             |             |  |       |                  |                  |                  |  |
|  |                    |                    |              |         |       |             |             |             |  |       |                  |                  |                  |  |
|  | Samoa              | Samoa              | 14           |         |       |             |             |             |  |       |                  |                  |                  |  |
|  | Samoa              | Samoa              | 14           |         |       |             |             |             |  |       |                  |                  |                  |  |
|  | Canadá             | Canadá             | 7            |         |       |             |             |             |  |       |                  |                  |                  |  |
|  | Canadá             | Canadá             | 7            |         | Samoa | Samoa       | 12          |             |  |       |                  |                  |                  |  |
|  |                    |                    |              |         | Samoa | Samoa       | 12          |             |  |       |                  |                  |                  |  |
|  |                    |                    | Gales        | Gales   | 17    |             |             |             |  |       |                  |                  |                  |  |
|  | Papúa Nueva Guinea | Papúa Nueva Guinea | Gales        | Gales   | 17    | 5           |             |             |  |       |                  |                  |                  |  |
|  | Papúa Nueva Guinea | Papúa Nueva Guinea |              |         |       |             |             |             |  |       |                  |                  |                  |  |
|  | Gales              | Gales              | 24           |         |       |             |             |             |  |       |                  |                  |                  |  |
|  | Gales              | Gales              | 24           |         |       |             |             |             |  | Gales | Gales            | 12               |                  |  |
|  |                    |                    |              |         |       |             |             |             |  | Gales | Gales            | 12               |                  |  |
|  |                    |                    | Francia      | Francia | 29    |             |             |             |  |       |                  |                  |                  |  |
|  | Escocia            | Escocia            | Francia      | Francia | 29    | 12          |             |             |  |       |                  |                  |                  |  |
|  | Escocia            | Escocia            |              |         |       |             |             |             |  |       |                  |                  |                  |  |
|  | Rusia              | Rusia              | 17           |         |       |             |             |             |  |       |                  |                  |                  |  |
|  | Rusia              | Rusia              | 17           |         | Rusia | Rusia       | 0           |             |  |       |                  |                  |                  |  |
|  |                    |                    |              |         | Rusia | Rusia       | 0           |             |  |       |                  |                  |                  |  |
|  |                    |                    | Francia      | Francia | 22    |             |             |             |  |       |                  |                  |                  |  |
|  | Francia            | Francia            | Francia      | Francia | 22    | 21          |             |             |  |       |                  |                  |                  |  |
|  | Francia            | Francia            |              |         |       |             |             |             |  |       |                  |                  |                  |  |
|  | España             | España             | 7            |         |       |             |             |             |  |       |                  |                  |                  |  |
|  | España             | España             | 7            |         |       |             |             |             |  |       |                  |                  |                  |  |
|  |                    |                    |              |         |       |             |             |             |  |       |                  |                  |                  |  |

#### Decimotercer puesto
|  | Semifinales        | Semifinales        | Semifinales |         |        | 13.º puesto | 13.º puesto | 13.º puesto |  |
|  |                    |                    |             |         |        |             |             |             |  |
|  |                    |                    |             |         |        |             |             |             |  |
|  | Canadá             | Canadá             | 31          |         |        |             |             |             |  |
|  | Canadá             | Canadá             | 31          |         |        |             |             |             |  |
|  | Papúa Nueva Guinea | Papúa Nueva Guinea | 14          |         |        |             |             |             |  |
|  | Papúa Nueva Guinea | Papúa Nueva Guinea | 14          |         | Canadá | Canadá      | 14          |             |  |
|  |                    |                    |             |         | Canadá | Canadá      | 14          |             |  |
|  |                    |                    | Escocia     | Escocia | 12     |             |             |             |  |
|  | Escocia            | Escocia            | Escocia     | Escocia | 12     | 21          |             |             |  |
|  | Escocia            | Escocia            |             |         |        | 21          |             |             |  |
|  | España             | España             | 14          |         |        |             |             |             |  |
|  | España             | España             | 14          |         |        |             |             |             |  |
|  |                    |                    |             |         |        |             |             |             |  |

## Posiciones finales
| Pos               | Equipo             |
| ----------------- | ------------------ |
| Medalla de oro    | Australia          |
| Medalla de plata  | Sudáfrica          |
| Medalla de bronce | Argentina          |
| 4                 | Estados Unidos     |
| 5                 | Nueva Zelanda      |
| 6                 | Fiyi               |
| 7                 | Inglaterra         |
| 7                 | Kenia              |
| 9                 | Francia            |
| 10                | Gales              |
| 11                | Samoa              |
| 11                | Rusia              |
| 13                | Canadá             |
| 14                | Escocia            |
| 15                | España             |
| 15                | Papúa Nueva Guinea |